# Temporada da NBA de 1967–68

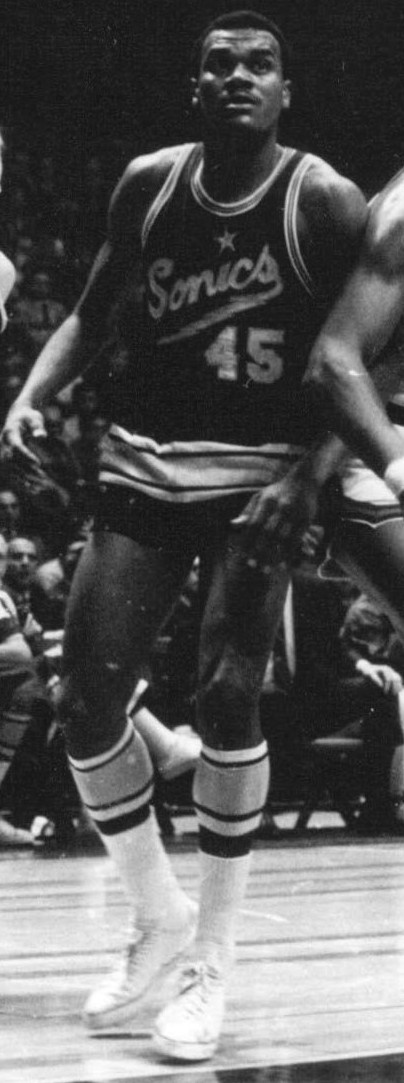
O jogador profissional de basquete Bob Rule na temporada 1967-1968.

A temporada da NBA de 1967-68  foi a 22ª temporada da National Basketball Association (NBA). Ela encerrou com o Boston Celtics conquistando o campeonato da NBA após derrotar o Los Angeles Lakers  por 4-2 nas finais da NBA.

## Temporada regular

### Divisão Leste
| Time               | V  | D  | %    | JA |
| ------------------ | -- | -- | ---- | -- |
| Philadelphia 76ers | 62 | 20 | .756 | -  |
| Boston Celtics C   | 54 | 28 | .659 | 8  |
| New York Knicks    | 43 | 39 | .524 | 19 |
| Detroit Pistons    | 40 | 42 | .488 | 22 |
| Cincinnati Royals  | 39 | 43 | .476 | 23 |
| Baltimore Bullets  | 36 | 46 | .439 | 26 |

### Divisão Oeste
| Time                   | V  | D  | %    | JA |
| ---------------------- | -- | -- | ---- | -- |
| St. Louis Hawks        | 56 | 26 | .683 | -  |
| Los Angeles Lakers     | 52 | 30 | .634 | 4  |
| San Francisco Warriors | 43 | 39 | .524 | 13 |
| Chicago Bulls          | 29 | 53 | .354 | 27 |
| Seattle SuperSonics    | 23 | 59 | .280 | 33 |
| San Diego Rockets      | 15 | 67 | .183 | 41 |

C - Campeão da NBA

## Líderes das estatísticas
| Categoria        | Jogador          | Time               | Est.  |
| ---------------- | ---------------- | ------------------ | ----- |
| Pontos           | Dave Bing        | Detroit Pistons    | 2,142 |
| Rebotes          | Wilt Chamberlain | Philadelphia 76ers | 1,952 |
| Assistências     | Wilt Chamberlain | Philadelphia 76ers | 702   |
| Arremessos (%)   | Wilt Chamberlain | Philadelphia 76ers | 59.5  |
| Tiros livres (%) | Oscar Robertson  | Cincinnati Royals  | 87.3  |

## Prêmios
- Jogador Mais Valioso: Wilt Chamberlain, Philadelphia 76ers
- Revelação do Ano: Earl Monroe, Baltimore Bullets
- Técnico do Ano: Richie Guerin, St. Louis Hawks

- All-NBA Primeiro Time:
  - Dave Bing, Detroit Pistons
  - Oscar Robertson, Cincinnati Royals
  - Wilt Chamberlain, Philadelphia 76ers
  - Jerry Lucas, Cincinnati Royals
  - Elgin Baylor, Los Angeles Lakers

- All-NBA Time Revelação:
  - Al Tucker, Seattle SuperSonics
  - Walt Frazier, New York Knicks
  - Phil Jackson, New York Knicks
  - Bob Rule, Seattle SuperSonics
  - Earl Monroe, Baltimore Bullets